# Distrito de Letenye
El distrito de Letenye (húngaro: Letenyei járás) es un distrito húngaro perteneciente al condado de Zala.
En 2013 tiene 16 413 habitantes. Su capital es Letenye.

## Municipios
El distrito tiene una ciudad (en negrita) y 26 pueblos
(población a 1 de enero de 2013):
- Bánokszentgyörgy (650)
- Bázakerettye (861)
- Becsehely (2080)
- Borsfa (736)
- Bucsuta (227)
- Csörnyeföld (420)
- Kerkaszentkirály (228)
- Kiscsehi (170)
- Kistolmács (181)
- Lasztonya (86)
- Letenye (4202) – la capital
- Lispeszentadorján (289)
- Maróc (76)
- Molnári (718)
- Murarátka (245)
- Muraszemenye (626)
- Oltárc (283)
- Petrivente (362)
- Pusztamagyaród (576)
- Semjénháza (601)
- Szentliszló (281)
- Szentmargitfalva (85)
- Tótszentmárton (840)
- Tótszerdahely (1096)
- Valkonya (55)
- Várfölde (191)
- Zajk (248)